# Brakaman
Brakaman fue una banda española de rock formada en San Sebastián (País Vasco) en 1973. Su estilo, claramente encuadrable en el Glam rock, estaba influido por el de grupos y solistas anglosajones del género como Lou Reed, David Bowie, The Slade o The New York Dolls. Fue uno de los pocos grupos españoles en practicar lo que, por aquel entonces, se llamaba también en el país "gay rock".

## Biografía
El grupo fue fundado por Borja Zulueta (hermano del conocido cineasta y diseñador Iván) a la voz, Jaime Martínez Stinus a la guitarra solista, Jorge Anza a los teclados, Carlos Subijana al bajo y Jesús María Inurrieta a la batería. Tras dar pequeños conciertos en el circuito de su Guipúzcoa natal, actúan como teloneros del guitarrista irlandés de blues rock Rory Gallagher en San Sebastián y obtienen una gran repercusión por su sonido e imagen (poco habituales en el panorama rock español de la época). Como consecuencia, son fichados por la compañía discográfica Columbia (no confundir con la multinacional del mismo nombre), con la que editan su primer sencillo ese mismo año. A ese disco le seguirá otro en 1975, así como una intensa campaña de conciertos y actuaciones en todo el norte de España y el sur de Francia. Son, además, seleccionados para representar a España (junto a la banda Burning en el concurso europeo de rock "European Pop Jury".
Ese mismo año Carlos Subijana y Jesús María Inurrieta abandonan el grupo, siendo sustituidos por Juan María Estala y Fernando Echeverría.
Carlos Subijana, tras abandonar el grupo Brakaman, y haciéndosele pequeño el mundo del Rock, se introduce en el mundo del Jazz y formando el grupo “Odeia” se presentan en  1977 ,en el Festival de Jazz Internacional de  San Sebastián.
Ya a principios de los 80, una vez  desaparecido el grupo  Odeia, Carlos forma un nuevo grupo de Jazz-Rock( Hue-Jazz) y presentándose de nuevo en el Festival de Jazz de San Sebastián  con sus  temas propios. A partir de 1998, empieza a grabar, sus temas, en solitario, acompañado por el pianista José Luis Lanzagorta, hasta el 2019.
Siguiendo con la biografía del grupo Brakaman, poco después, cambian de discográfica y fichan por RCA. Con ella publican en 1976 un nuevo sencillo y graban un Long play que se editará a principios de 1977. Entre tanto, el teclista Jorge Anza también ha dejado la formación, con lo que Brakaman pasa a ser un cuarteto.
Entre finales de 1976 y principios de 1977 siguen intensificando su ritmo de actuaciones, presentándose en Barcelona y Madrid con gran aceptación de público y crítica. Incluso llegan a participar en el mítico festival "Punk Concert" de Mont-de-Marsan (Francia) en el mes de agosto. Pero, a pesar del prestigio y  éxito conseguidos, terminan disolviéndose a finales de ese verano.
Tras la disolución de Brakaman, Borja Zulueta fundaría la banda Negativo, considerada una de las pioneras del punk español. Juanma Estala, por su parte, ingresó en el grupo de heavy metal Asco. Pero fue Jaime Martínez Stinus el que más resonancia alcanzaría, fundando junto a Javier Gurruchaga Orquesta Mondragón con la que obtuvo un gran éxito en todo el país a partir de 1979. Posteriormente, tras su salida del grupo, se dedicaría a labores de arreglista, colaborador y productor musical, tareas en las que goza de un notable prestigio.
A pesar de que a veces (y por razones básicamente cronológicas) se ha incluido a Brakaman en el movimiento musical surgido en España por aquellos años y conocido como rock urbano, la banda nunca se sintió parte de esa corriente. Ellos se reivindicaron siempre como lo que eran: un grupo de Glam rock influenciado por sus ídolos David Bowie, Lou Reed o The New York Dolls:

El rock que hacíamos en Brakaman estaba encuadrado dentro del glam, lo cual en la España de mediados de los 70 era una completa locura, pues casi nadie lo entendía y a muchos menos parecía gustarles. En directo combinábamos temas nuestros con versiones de Lou Reed y David Bowie y la gente decía que eso era música de maricones.
Jaime Stinus, entrevista con Salvador Domínguez; 2004.

En ese sentido, guardaban mucha más relación con grupos como Burning (que también empezaron practicando Glam rock),  Mermelada, Indiana o los músicos argentinos instalados en España tras el golpe de Estado de 1976 y la imposición de una dictadura en su país. Junto a ellos, conformaban una escena diferente, muy alejada del rock urbano, del sinfónico y del rock andaluz. Una escena que, de alguna forma, anticipaba lo que, pocos años después, iba a suponer la eclosión del punk, la New Wave y La Movida.

## Discografía
- single: "Sad Witch / Things" (Columbia, 1974)
- single: "Solitude / Look out" (Columbia, 1975)
- single: "Una suave marea / ¿Qué importa?" (RCA, 1976)
- LP: "Brakaman" (RCA, 1977)